# اشتوریل
اشتوریل (به پرتغالی: Estoril) یک منطقه مسکونی و تفریحی در پرتغال است که در ناحیه لیسبون واقع شده‌است.

## نگارخانه

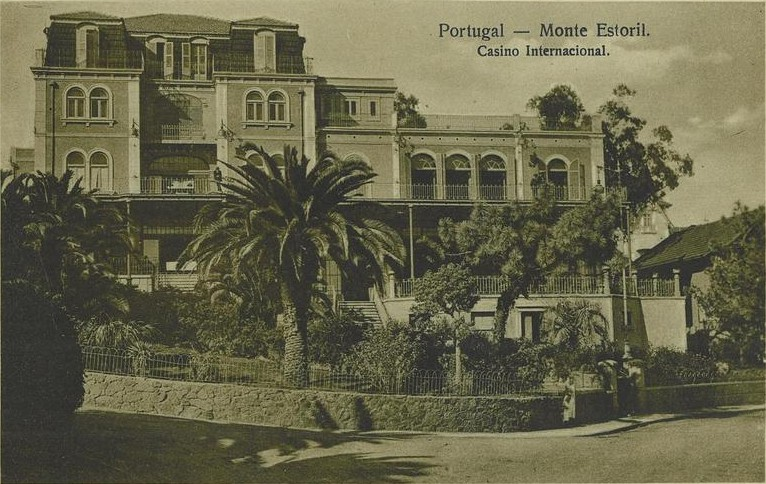
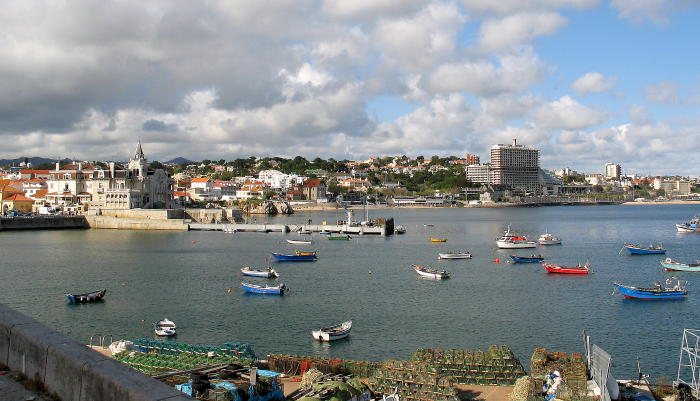
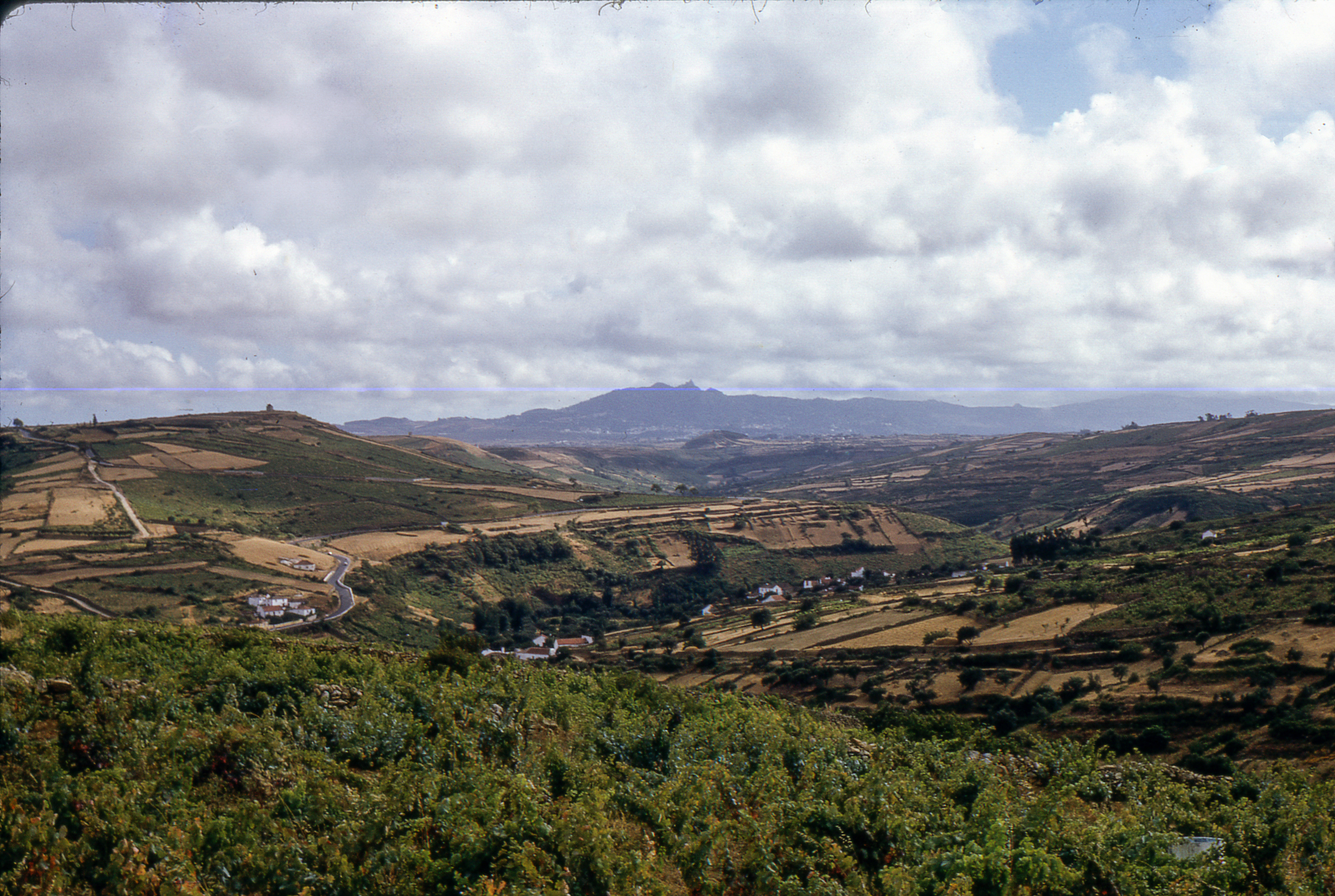

## خصوصیات
اشتوریل ۲۶٬۳۹۷ نفر جمعیت دارد.